# Tristes Trópicos
Tristes Trópicos (no original em francês, Tristes tropiques) é um ensaio do antropólogo e filósofo francês Claude Lévi-Strauss, publicado em 1955 na França, pela Editora Plon (Paris). A obra documenta suas viagens e trabalhos antropológicos, centrando-se principalmente no Brasil, embora se refira a muitos outros lugares, como o Caribe e a Índia. Ainda que seja divulgado como um diário de viagens, este trabalho é infundido com reflexões e ideias filosóficas que ligam muitas disciplinas acadêmicas, como sociologia, geologia, música, história e literatura.

## Conteúdo
O livro é composto por 36 capítulos, organizados em nove seções.
As partes 1 a 3 detalham as reflexões de Lévi-Strauss sobre a saída da Europa e a visita ao Novo Mundo e aos Trópicos, comparando suas primeiras impressões com visitas posteriores e relatando aspectos de sua formação acadêmica, bem como de sua atuação como professor durante os anos de fundação da Universidade de São Paulo (USP).
A Parte 4, 'A Terra e seus Habitantes', apresenta uma análise geográfica do desenvolvimento dos assentamentos sul-americanos, bem como um aparte sobre a estrutura social na Índia e no que é hoje o Paquistão.
As partes 5 a 8 se concentram na cultura de povos originários do Brasil: guaicurus, bororos, nambiquaras e tupi-kawahib, respectivamente, enquanto abordam muitos outros tópicos.
A parte 9, 'O Retorno', encerra o livro com reflexões sobre, entre outros temas, a natureza e o propósito da antropologia, os efeitos das viagens na mente, os papéis do budismo e do islamismo na cultura global, o lugar da humanidade no universo e nossas conexões para o mundo e uns para os outros.

## Estilo
A frase de abertura, 'Eu odeio viagens e exploradores', é notável por sua ironia. Em geral, a narrativa é altamente reflexiva, muitas vezes criticando a si mesma ou às pretensões assumidas pelo autor e leitor, como a sede do 'exótico'.
Embora o estilo de escrita seja fluido, quase coloquial às vezes, a estrutura do texto é extremamente complexa, ligando vários lugares, tempos e ideias. Por exemplo, a primeira parte conecta a primeira viagem de Lévi-Strauss ao Brasil em 1935 com sua ida da França para a cidade de Nova Iorque em 1941 e suas visitas posteriores à América do Sul, em uma imitação estilística da memória.
Lévi-Strauss frequentemente faz conexões entre entidades ou ideias ostensivamente diversas para enfatizar um ponto. Por exemplo, no capítulo 14, ele compara as cidades antigas do vale do Indo com as dos Estados Unidos em meados do século XX, sugerindo que Moenjodaro e Harapa poderiam ser imaginadas como prenúncios da Chicago ou São Paulo contemporâneas 'depois de um período prolongado de involução na crisálida europeia'.
A obra mantém um tom elegíaco e poético, lamentando um Novo Mundo 'perdido', mas é temperada por uma forte ambivalência, talvez um produto do status paradoxal idealizado do antropólogo como um 'observador distante' que, no entanto, permanece engajado como um participante humano.
Lévi-Strauss fornece avaliações do impacto do desenvolvimento sobre o meio ambiente , o 'encolhimento' do mundo por meio de viagens e turismo e o consequente surgimento de uma forma de 'monocultura'.

## Recepção e influência
O livro foi bem recebido em sua publicação. Os organizadores do Prix Goncourt lamentaram não ter sido capazes de conceder o prêmio a Lévi-Strauss porque Tristes tropiques era tecnicamente não-ficção. Georges Bataille escreveu uma crítica favorável e Susan Sontag classificou-o como um dos 'grandes livros' do século XX.